# 親日

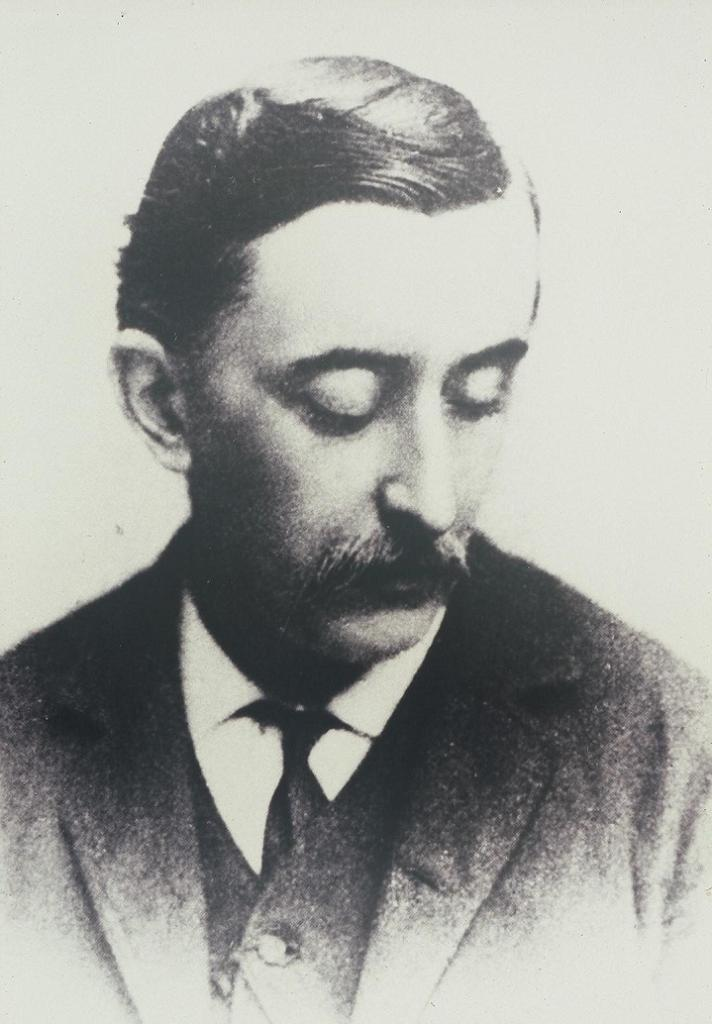
親日的な文化人の代表格である小泉八雲。日本に移住し、日本女性と結婚して国籍を取得し、日本で死去した。生地レフカダ町と最期の地、新宿区は1989年に姉妹都市となった。

親日（しんにち）とは、日本語では、日本や日本人、日本文化に好意的な言動を示す非日本人を指す言葉である。対義語は反日。

## 概要
一言で親日と言うと、日本という国や文化、あるいは日本人（これには日系人が含まれる場合もある）などに対して好意的であるか、あるいはそれら日本関係の動向を好意的に解釈する傾向だと解される。これには歴史的経緯や地域的な要素、あるいは親日とされる個人・団体・地域がもつ価値観などによっても傾向が様々で、一概に論じにくい。好意を示す対象も、日本人に好意的だったり、古来の日本文化や流行、大衆文化、日本史に親しんでいる場合もある。
日本政府は、親日派の増加が日本の外交政策や事情に対する諸外国の理解促進につながるものであるとして、親日派を増やすことに力を入れている。
好意的な感情などに関係無く日本の政治や経済、文化などの情報や性質を熟知しているという意味では一般には「知日」が用いられる（詳しくは知日派を参照のこと）。また、日本人自身が日本に対して愛着を抱く場合は「愛国心」「郷土愛」などと呼ぶ。

## 親日である人を表す言葉
一般に親日である人を表す場合には「親日家」や「親日派」が用いられる。
フランスでは日本びいきの人を指す語として「タタミゼ」、中華民国（台湾）においては特に親日の若者を指す語として「哈日族」がある。
タイではラーマ9世が、公式、非公式で訪れることの多い秋篠宮文仁親王に対し「我が子と同様」として懇意にしていた。
朝鮮語では「知日派」（チイルパ）と言う。一方、朝鮮語での「親日派」（チニルパ）は日本統治時代の朝鮮（韓国併合）の「親日反民族行為者」を指し、 日韓併合時代に日本に友好的であったことは自国への裏切りという考えから「売国奴」の意味になる場合もある（詳しくは朝鮮語版ウィキペディアの当該ページを参照）。産経新聞でソウル支局記者だった黒田勝弘は、韓国は公式的な場では「反日」であるが非公式な場では「親日」の面もあり、「昼は反日、夜は親日」と言う言葉があったとしている。
欧米のネット上では、日本文化に執着する人々を侮蔑的にウィアブー（weeaboo）と呼ぶことがある。
この言葉は当初はWhite JapaneseやWestern Japaneseを省略したWapaneseという言葉で表されていたが、差別用語としてインターネットの英語圏の日本関係フォーラムで使用禁止となり、Wapaneseと書き込むと自動的に意味のない間投詞ウィアブーに置き換えられたことからウィアブーそのものが英語圏の親日家や日本被れの者を指すようになった。短縮してweebとも言う。

## 背景

### 経済と技術
日本が明治維新以降、政治・経済における地位を急速に高め、日露戦争における勝利などを経て、アジアで、また有色人種国家としても唯一の「五大国」の一員に数えられる列強となったことや、1945年における第二次世界大戦の敗戦後も、戦後の荒廃から復興を始め、高度経済成長を経て、再び四半世紀強という短期間で世界第2位の経済大国となったことに加え、国内には輸出対象となるような資源をあまり持たないながらも、加工貿易で経済的な成功を遂げたことに対する日本と日本男性への憧れ・尊敬が聞かれる。また後年の輸出品である高度な技術製品は、日本語を解さない人たちにも強い印象を与えた。

### 伝統文化
江戸時代のオランダ貿易や明治時代のイギリスを始めとしてヨーロッパやアメリカ間で貿易が行われた際に輸出されつづけた日本文化は、当時驚きと新奇性を持ってブームを巻き起こした。
これをジャポニスムという。その後も日本文化への憧憬は廃れず、世界中に日本に関心を抱く愛好者がいる。
書や絵画や工芸、尺八や箏曲や雅楽などの邦楽、能や歌舞伎や日本舞踊などの伝統芸能、俳句や源氏物語などの文学、盆栽や日本庭園、寺や社や城郭建築などの建築、華道や茶道といった日本独自の伝統芸術、また柔道や剣道や相撲などの武術、禅、芸者、寿司など、様々な分野の伝統的な日本の文化に対する熱心な愛好者がいる。
たとえば盆栽展に行くと米国やフランスの若者の愛好家をよく目にするし、外国人の尺八演奏家もいるなど、伝統文化・伝統芸能分野で日本人以外がそういった文化の吸収に積極的なケースも見出せる。
日本の武道に関しても、スポーツなどとして競技人口は膨大な数にのぼり、国技とされる相撲でも外国人力士は数多い。

### 過去の経緯・国交
歴史的な国家間の交友に起因するケースも存在する。たとえばトルコの場合は、1890年のエルトゥールル号遭難事件があげられる。オスマン帝国時代に国家の威信を掛けた親善航海の帰路に発生したこの遭難事故は、これら遭難者を助け、また亡くなった者を慰霊した日本側の態度が美談として同国内で受け継がれ、トルコ共和国となった今日でも、同国との国交にこの遭難事件とそのエピソードが度々引き合いに出されるとも伝えられる。ただし、柏崎トルコ文化村倒産後にトルコ側から寄贈されたムスタファ・ケマル・アタテュルク像のぞんざいな扱いに関連し、「エルトゥールル号の遭難以来、115年を超える信頼関係を裏切る行為だ」とのコメントが関係者から寄せられている。

### 新興文化
1980年代-2000年代以降の親日感情には、日本製の漫画やアニメ、テレビゲーム等のサブカルチャーを始めとしたソフトコンテンツ産業による影響が見られる。台湾の「哈日族」（ハーリィズゥ）や韓国、中国の若者達などがいる。
さらに、「キャッツ・アイ」や「ドラえもん」、「ルパン三世」などの数多くのアニメや漫画が輸出されたフランスやイタリア、香港やタイでは、若年層を中心に日本のアニメや漫画の愛好者が多い。サッカーイタリア代表選手のファビオ・カンナヴァーロをはじめとする多くのプロのサッカー選手が、サッカー漫画「キャプテン翼」を愛読書であると明言している。
この他、J-POPなどの日本の音楽やテレビドラマも盛んに外国に輸出されるようになり、その作品から日本男性に好意を抱く女性もいる。

### 歴史的経緯
| 調査対象国     | 肯定 | 否定 | どちらでもない | 肯定-否定 |
| -------------- | ---- | ---- | -------------- | --------- |
| オーストラリア | 78%  | 17%  | 5              | 61        |
| カナダ         | 77%  | 12%  | 11             | 65        |
| フランス       | 74%  | 21%  | 5              | 53        |
| ブラジル       | 70%  | 15%  | 15             | 55        |
| アメリカ       | 65%  | 23%  | 12             | 42        |
| イギリス       | 65%  | 30%  | 5              | 35        |
| メキシコ       | 59%  | 23%  | 18             | 36        |
| ケニア         | 58%  | 22%  | 20             | 36        |
| インドネシア   | 57%  | 17%  | 26             | 40        |
| ナイジェリア   | 57%  | 24%  | 19             | 33        |
| ペルー         | 56%  | 25%  | 19             | 31        |
| ドイツ         | 50%  | 13%  | 37             | 37        |
| トルコ         | 50%  | 32%  | 18             | 18        |
| ロシア         | 45%  | 16%  | 39             | 29        |
| インド         | 45%  | 17%  | 38             | 28        |
| スペイン       | 39%  | 36%  | 25             | 3         |
| パキスタン     | 38%  | 20%  | 42             | 18        |
| 中国           | 22%  | 75%  | 3              | -53       |

| 調査対象国     | 肯定 | 否定 | どちらでもない | 肯定-否定 |
| -------------- | ---- | ---- | -------------- | --------- |
| マレーシア     | 80%  | 6%   | 14             | 74        |
| インドネシア   | 79%  | 12%  | 9              | 67        |
| オーストラリア | 78%  | 16%  | 6              | 62        |
| フィリピン     | 78%  | 18%  | 4              | 60        |
| パキスタン     | 51%  | 7%   | 42             | 44        |
| 韓国           | 22%  | 77%  | 1              | -55       |
| 中国           | 4%   | 90%  | 6              | -86       |

| 調査対象国     | 肯定 | 否定 | どちらでもない | 肯定-否定 |
| -------------- | ---- | ---- | -------------- | --------- |
| インドネシア   | 85%  | 7%   | 8              | 78        |
| フィリピン     | 84%  | 12%  | 4              | 72        |
| アメリカ       | 69%  | 18%  | 13             | 51        |
| 韓国           | 68%  | 20%  | 12             | 48        |
| カナダ         | 67%  | 16%  | 17             | 51        |
| チリ           | 66%  | 14%  | 20             | 52        |
| ブラジル       | 66%  | 16%  | 18             | 50        |
| イタリア       | 66%  | 18%  | 16             | 48        |
| ロシア         | 65%  | 7%   | 28             | 58        |
| ナイジェリア   | 65%  | 14%  | 21             | 51        |
| ペルー         | 64%  | 10%  | 26             | 54        |
| トルコ         | 64%  | 21%  | 15             | 43        |
| ケニア         | 61%  | 20%  | 19             | 41        |
| オーストラリア | 60%  | 26%  | 14             | 34        |
| ドイツ         | 58%  | 25%  | 17             | 33        |
| イギリス       | 58%  | 26%  | 16             | 32        |
| スペイン       | 57%  | 19%  | 24             | 38        |
| ガーナ         | 55%  | 11%  | 34             | 34        |
| フランス       | 55%  | 29%  | 16             | 26        |
| エジプト       | 52%  | 14%  | 34             | 38        |
| ポルトガル     | 43%  | 13%  | 44             | 30        |
| 南アフリカ     | 41%  | 17%  | 42             | 24        |
| インド         | 39%  | 13%  | 48             | 26        |
| パキスタン     | 34%  | 15%  | 51             | 19        |
| メキシコ       | 24%  | 34%  | 42             | -10       |
| 中国           | 18%  | 71%  | 11             | -53       |

東南アジア諸国やオセアニアでは、第二次世界大戦時、戦争に巻き込まれた人々に大きな損害を与えたものの、戦中・戦後における日本の影響力行使がインフラ構築や国家独立への起点になったという点で、日本に好印象を持つ人々が存在する。また、東南アジア諸国とは基本的に友好関係を構築しており、タイ、フィリピン、インドネシアなど経済的にも文化的にも関係が深く、互いの国民に対する感情も良いとされ、2014年3月から6月にかけてピュー・リサーチ・センターが44カ国の4万8643人を対象に実施した調査によると、日本への好感度は、マレーシア、フィリピン、タイ、ベトナムなどの東南アジア諸国において高い傾向であることがわかった。2014年に外務省が東南アジア諸国（一カ国約300名）に世論調査（Ipsos香港社に調査依頼）をしたところ、東南アジア諸国は日本を高評価しており、「最も信頼できる国」として日本はトップ（日本33%、アメリカ16%、中国5%、韓国2%）であり、一般的には東南アジア諸国は日本や日本人への感情は良好な国々である。これに関して2021年、シンガポールのシンクタンクであるISEASユソフ・イサーク研究所が東南アジア諸国を対象に実施した調査によると、日本は「最も信頼できる強大国」（67.1%）「最も好きな旅行先」（30.2%）で1位に選ばれており、ISEASユソフ・イサーク研究所は、「米中の対立で東南アジア諸国が直面している潜在的リーダーシップの空白を、ソフト・パワーの強い日本は埋めることができる」と評している。
2009年、『タイム』が世界56か国12万人を対象に実施した世界20か国の好感度調査では、1位日本（77%）、2位ドイツ（72%）、3位シンガポール（71%）、4位アメリカ（64%）、5位中国（62%）の順だった。日本の好感度は2007年から連続で世界1位をキープしている。一方、中国の好感度は3年連続で5位止まりであった。
2015年4月6日から5月27日にかけてピュー・リサーチ・センターが実施したアジア太平洋10カ国の国民とアメリカ人の15,313人を対象にした日本、中国、インド、韓国の4カ国の好感度調査では、日本に好感を持つと答えた人の割合が、中国、インド、韓国に好感を持つと答えた割合を大きく上回った。日本、中国、インド、韓国の4カ国のなかでも日本は最も好意的に評価され、アジア太平洋10カ国の国民とアメリカ人の平均71%が日本に対して好意的な見解を表明した。2位はアジア太平洋10カ国の国民とアメリカ人の平均57%が好意的な見解を表明した中国だった。3位はアジア太平洋10カ国の国民とアメリカ人の平均51%が好意的な見解を表明したインドだった。最下位は、アジア太平洋10カ国の国民とアメリカ人の平均47%という国民の半分以下が好意的な見解を表明した韓国だった。日本は中国と韓国を除いて、ポジティブなイメージを持たれており、マレーシア人の84%、ベトナム人の82%、フィリピン人の81%、オーストラリア人の80%、アメリカ人の74%、インドネシア人の71%が日本に対して肯定的な感情を表明している。この調査結果について韓国では、ベトナムやタイなどの東南アジア諸国では日本好きの国家が多いのに対して、日本に悪感情を抱いている国家は韓国、中国程度しかなく、その理由を「かつて第二次世界大戦時に日本から被害を受けた台湾でさえ親日」「欧州の国が東南アジアを植民地支配した時は無差別に略奪したのに対し、日本は略奪するにしても人間扱いをしたから」「日本は大東亜共栄圏を進めていて、欧州の国々からの支配を解放してくれる解放軍という意味合いが強かった」「ODAや電子製品、漫画が大きな役割を担った」「日本は寄付もたくさんしてる」「高い民度、経済大国のイメージ、革新的かつ信頼できる製品、良質な自動車、太平洋戦争時にアメリカとサシで戦ったという強国のイメージ」と指摘している。
ベトナムではフランス政府と協定した日本軍の仏印進駐から3年後の1944年フランス領インドシナ、ヴィシー政権下で飢饉が起きるなどの災害を受けたが、その後日本人志願兵がインドシナ戦争でベトナム人とともにフランスと戦い独立を助けたこと、1973年の国交回復後以降は民間・政府レベルで開発援助を積極的に行い戦後復興を助けたことにより、比較的親日の人が多い。2019年に電通が発表した「ジャパンブランド調査」によると、「日本が好き」「日本がとても好き」と回答したベトナム人の割合は98%だった。中国メディア『快資訊』は、「ベトナムはなぜ日本を恨まないのか」という記事で、大日本帝国による仏印進駐により、ベトナムは飢餓に苦しみ、「本来なら中国や韓国のように日本を恨んで当然」であるが、日本の降伏後の第一次インドシナ戦争において、多数の残留日本兵がフランス軍と戦ったことをベトナム人は感謝しており、「そのうえ利益が絡んでいるのだから、親密な関係なのもおかしくない」として、日本は1990年代以降、ベトナムを人的・経済的に援助しており、ODAによる対ベトナム援助額は他国より抜きんでて多い最大の支援国であり、日本がベトナムの重要な貿易相手国であることを指摘している。
マレーシアのマハティール・ビン・モハマドや台湾の李登輝などは、第二次世界大戦後の日本の経済成長を参考にすることを明言している。特に李登輝は「規律の正しさと国に対する貢献を重んじた戦前の日本の教育を参考にすべき」と著書で述べている。李登輝は講演で「あなたたちの偉大な祖先の功績を知り、誇りに思ってほしい」と訴え、台湾が日本統治下にあった時代に、日本人技師らの貢献でインフラ整備などが進められたことを説明し、「公に尽くし、忠誠を尽くした偉大な祖先が作り上げてきた日本精神を学び、あなたたちも大切にしてほしい」と発言した。また李登輝は、日本統治時代に台湾人が学んで純粋培養されたのは、「勇気」「誠実」「勤勉」「奉公」「自己犠牲」「責任感」「遵法」「清潔」といった「日本精神」であり、国共内戦後に中国大陸から来た中国国民党たちは、自分たちが持ち合わせていない価値観だったので、「日本精神」を台湾人の持ち合わせている気質だと定義して、これらの言葉が広まり、台湾に浸透した「日本精神」があったからこそ、台湾は中国文化に吞み込まれずに近代社会を確立できたのであり、台湾人の親日の背景にはこうした歴史的経緯があると述べている。また李登輝は、日台は現在のところ正式な外交関係がないため、経済・文化交流を強化すれば良いという意見が多く、経済・文化交流を促進して、日本人と台湾人の心の絆を深めることは重要であるが、日本人が中華意識に囚われて台湾を軽視した場合、日本は地政学的危機に陥ってしまい、まさしく日台は生命（運命）共同体なのであり、このことを日本人は常に意識して欲しいとしている。
姜尚中とダニ・オルバフ（ヘブライ大学）は、「同じ大日本帝国の植民地だったのに、台湾は親日的なのに、韓国が反日的なのはなぜか」という対談において、【ダニ・オルバフ】「『植民地』としての朝鮮半島は天皇直属です。同じ『植民地』でも台湾は内閣直属でした」【姜尚中】「そうですね。今、日本人はどうして台湾が親日的なのに韓国が反日的なんだろと考えますよね。でもそれは、台湾統治と朝鮮半島の統治の組織構造の違いを考えると分かります」【ダニ・オルバフ】「当時の大日本帝国憲法のわずかな権利すら民衆に与えず、総督が天皇の代理人として弾圧できたのが朝鮮でした。朝鮮では総督が代々陸海軍大将であったのに比べ、台湾では1919年から1936年まで貴族院議員の政治家が続きました」【姜尚中】「天皇直属となれば、時の政府は口出しはできません。台湾と朝鮮半島でどうしてこのような統治の違いになったのかが不思議なのですが、天皇統治とはある意味、統帥権が不可侵であるのと同じです。最終的に同化政策の時は、君たちは日本の本土にいる人たちと変わらない、ということになります。天皇の愛顧をみんなにあげるというのは大変な恩恵であるという発想です。それを天皇統治では一方的にどんどん進めていくことになり、朝鮮半島の日本に対する評価が変わってくるわけです」と述べている。
蔡亦竹によると、国共内戦後、中国から台湾に逃れた少数派の中国国民党は、多数派の元日本国民であった台湾人に「われわれは対日戦争に勝って台湾人を二等国民の扱いから解放した」と主張することで、自らの高圧的統治を正当化した。また、台湾人アイデンティティを喚起する恐れがあるため、元々台湾人のみに共有された、日本文学、日本映画、テレビ番組などは推奨しなかった。1972年の日中国交正常化に伴い、台湾は直ちに日本に国交断絶を宣言したが、中国との国交樹立は裏切りであり、この年に台湾政府は一切の放送で日本語を禁止にし、日本映画の輸入もご法度になり、1980年代末にようやく禁制が緩くなったが、薬師丸ひろ子が台湾で映画宣伝をおこなった際は、日本語ではなく英語で司会者とやり取りをおこなったほどであり、「日本追放」の全面解除は1993年まで待たねばならず、蔡亦竹は「今、台湾は親日的な国柄で知られている。しかし、このような理由からわれわれ40代の人間は中学校まで日本を悪者として教育されていた」と述べている。
台湾における世論調査では台湾人は日本に好意的である。例えば、2009年4月、財団法人交流協会が実施した初の台湾人対象の対日意識世論調査では、「日本に親しみを感じる」が69%で、「親しみを感じない」の12%を大きく上回った。「最も好きな国」としても38%が日本を挙げ、2位のアメリカ（5%）、中国（2%）を大きく上回った。2010年度「台湾における対日世論調査」では、「日本に親しみを感じる」が62%で、「親しみを感じない」の13%を大きく上回り、「最も好きな国」としても52%が日本を挙げ、2位のアメリカ（8%）、中国（5%）を大きく上回った。
2006年に台湾の『遠見雑誌』が、20歳以上の台湾人1000人に「移民したい」「行ってみたい」「尊敬すべき」「留学したい国」の4項目を調査した結果、日本が「移民したい」「行ってみたい」「尊敬すべき」の3項目でそれぞれ1位を獲得した。謝雅梅は、「日本統治時代、その目的はどうであれ、日本が台湾のインフラを整備したことは今でも高く評価されてます」「日本のテレビ番組や雑誌なども昔からあって、よく見てました。今、20代くらいの若者には、日本の音楽やファッション、マンガやゲームなどのサブカルチャーが人気です。彼らの世代になると、もう日本との歴史をよく知らないんですよ。台湾も、日本のようにアメリカの影響は大きいんですが、やはり同じアジアの日本文化の方が肌に合う。これは一過性の流行ではなく、親日感情は昔から繋がっているんです」「文化は日本、経済はアメリカにもっとも影響を受けています。それに、アジアのなかで経済発展を遂げた境遇も似ていますし、親近感があるんです」とコメントしている。
民主進歩党系のシンクタンクである台湾国策研究院が2006年に実施した世論調査では、台湾で一番好かれている外国人は日本人で27.1%、アメリカ人22.7%、中国人11.1%、韓国人9.3%だった。台湾智庫が2008年に行った世論調査では、「中国、アメリカ、日本、韓国の4カ国の中で、全体的にどこの国に最も好感を持っているか」という設問では、日本が最多の40.2%で、アメリカは25.7%、韓国は5.4%、中国は5.1%だった。
2009年に台湾の財団法人金車教育基金会が台湾の学生の対象に実施した意識調査「最も友好的な国・最も非友好的な国」では、日本は「最も友好的な国」の第1位（44.4%）で、日本が首位になったのは3回目だった。
2021年8月10日、台湾のシンクタンクである台湾制憲基金会が実施した台湾の世論調査結果を発表し、アメリカに好感を持つ人が75.6%、日本に好感を持つ人が83.9%、中国に好感を持つ人は16.4%にとどまり、9割近くがアメリカや日本と正式な外交関係を構築することを支持した。
『ワシントン・ポスト』は、「台湾は、1895年から1945年まで日本の占領下にあったにもかかわらず、アジアにおいて稀有な親日感情を抱き続けている。台湾人の年輩者らは未だに日本語と日本文化に大変な共感を示す。台湾は毎時200マイル走行が可能な日本の新幹線を30億ドルで導入し、先月（試験走行を）開始した。また、日本政府は、12月に台湾の李登輝元総統（彼は日本で教育を受け、親愛の念を抱く大学時代の元教授と再会を果たした）に観光ビザを発給したが、中国側はこれに激しく反発した」と報道した。
馬英九総統の外交政策・対日戦略のブレーンで中華民国総統府国家安全会議諮問委員を務める楊永明は、「一般的に言って、日台間では相互に友好感情が存在するという基本認識がある。台湾はおそらく世界で最も親日的な社会であり、日本でも台湾に対する好感が広範に存在するのである」と指摘している。同じく中華民国総統府国家安全会議諮問委員(閣僚級、日台関係担当)を務める李嘉進は、「日台は『感情の関係』だ。普通の外交関係は国益が基本だが、日台は特別。お互いの好感度が抜群に高い。戦前からの歴史が育てた深い感情が出発点となっている」と発言している。
2018年8月20日、韓国メディアの『Money Today』は、「2011年に台湾で、韓国の斗山重工業と日本の三菱‐日立コンソーシアムが2兆ウォン規模の火力発電所受注競争を行ったが、施工能力では斗山重工業が優位と評価されたが、反韓情緒と親日感情のために結局、受注を受けられなかった」と報じた。
2021年6月1日、アメリカのマシュー・ポティンガー国家安全保障担当副補佐官は、「自衛隊には『台湾防衛は日本の防衛』という言葉がある。私は日本がこれに伴い、行動すると思う」と語り、台湾有事の際に日本が台湾防衛に参戦するという認識を示した。これについて韓国メディアの『news1』は、「近現代史で韓国と台湾の共通点があるとすれば、一時、日本の植民支配を受けた点だ。ところが韓国は反日感情が非常に強いのに比べて、台湾は反日感情が殆どない。むしろ日本を崇拝する『崇日』感情があるほどだ。台湾の近代化に日本が大きく寄与したという理由からだ」「国際経済の舞台で日本と台湾は最高の相性を見せている。国際経済で台湾が日本と連合し、韓国企業の後頭部を打つことがたびたび発生するほどだ。台湾は私たちの常識ではちょっと理解できない部分のある国である」「植民地支配していた宗主国の義理だろうか? そのような台湾の保護に日本が乗り出している。日本はもし中国が台湾を侵略するなら、これに対抗して台湾を保護するという内心を隠さない」と報じた。
渡辺利夫と西岡力は、「朝鮮・台湾の日本統治 なぜ、かくも評価が異なるのか」という対談で、「台湾が親日的だといっても、親日一色だったといえばそれはいい過ぎです。『台湾人の誇り』を読み違えてはいけません」「17世紀に福建省や広東省からやってきた移住者やマレー・ポリネシア系の原住民の勢力は日本に対して激しく抵抗したということを、台湾人は高く評価しています」「それは国民党系の人々はもとより、民進党系の人々もそうです。黄昭堂先生、許世楷先生といったあれほど親日的で深い日本理解がある人でもそうです」「台湾の国益を損ねかねないような尖閣諸島問題などでは、台湾の公式言論が反日一色になることは珍しくありません」「ですから台湾人を親日一色だと思いこんだり、これに甘え過ぎたりしないことが大事だと思います」と述べている。
2018年3月10日、財団法人「新聞通信調査会」が発表した、アメリカ、イギリス、タイ、中国、韓国、フランスの6カ国の市民それぞれ約1000人を対象に実施した世論調査では、タイの対日好感度が6カ国中最も高く、98.3%だった。さらに、「日本を信頼できる」と回答した人の割合もタイが最も多く96.2%だった。タイのアサンプション大学ABACポール研究所が行った世論調査によると、タイ人が一番好きな国は日本である。
中国ではタイが親日国である理由として以下のような分析をおこなっている。
1. 「タイ人たちは王室を非常に敬っている」ことで、皇室のある日本に好感を抱いており、タイの王室と日本の皇室には親交がある[41]。
2. 日中間のような戦争に起因するあつれきがない[41]。
3. 戦後およびアジア通貨危機のときに「日本が経済面で助けてくれた」[41]。
4. タイ人がきれい好きで、「礼儀正しくきれいな日本」に旅行に行くのが好き[41]。

日本が統治していた時代があるパラオでは、日本語が外来語として多く定着しており、公立高校では選択科目として日本語を導入しているほか、アンガウル州では日本語が公用語の1つとして採用されている（日本語を日常的に利用している住民は皆無であり、象徴的な意味合いが強い）など、国家レベルでの親日ぶりが知られている。
オスマントルコ地域は第一次世界大戦から第二次世界大戦にかけ、ロシアなど欧米列強国からの侵略・圧力を受けたが、同じアジアの日本が日露戦争においてその強国ロシアに立ち向かい、さらに勝利したことから、日本への評価や「同じ敵に対峙するアジアの国」という親日的感情に繋がった人々もみられていた、第二次世界大戦ではアメリカとも戦い、また被爆国となった点も同様のイメージに繋がっている。
モンゴルは以前はノモンハン事件による反日感情も見られたが、日本より多額のODAが供与されるようになった今日では、国民感情としても日本とは友好的関係が維持されており、2004年に在モンゴル国日本国大使館が実施した世論調査では、「日本に親しみを感じる」と答えた回答が7割を超えたほか、「もっとも親しくすべき国」として第1位になるなど、現在のモンゴルはきわめて良好な親日感情を有する国となっている。
アメリカ合衆国国務副長官だったリチャード・アーミテージは、「世界でどの国が優れているか聞いた調査によると、アジアの人々の82%が『日本』と回答しました。彼らは（第二次世界大戦の）日本軍による占領は独立への機会になったと考えています。日本は文化、政治、安全保障の面でも優れた模範を提供でき、その役割は高まっているのです。日本はこの現状をゆったりと構えてとらえ、もっとアジアに関わっていくべきです」と指摘している。
中国共産党の機関紙『人民日報』傘下の『環球時報』が東南アジア諸国の日本に対する好感度はかなり高いと報じたことがあり、これについて中国人ジャーナリストの程万軍は「日本はどうやって東南アジア諸国から好感を得ているのか」として考察している。それによると、中国ではテレビをつけると抗日ドラマが放映されているが、東南アジア諸国で抗日を題材にした作品は極めて少なく、東南アジア諸国も中国と同様に日本の侵略を受けたことがあるため、中国人には理解できないことであるが、東南アジア諸国の日本に対する印象は過去の影響を受けておらず、中国人のように日本を嫌うこともない。その理由を中国共産党の機関紙『人民日報』傘下の『環球時報』は、日本が東南アジア諸国に投資・援助しているからだと説明したが、中国も東南アジア諸国に投資・援助しており、それだけで説明することはできず、日本は経済的に東南アジア諸国を感服させるハードパワーを備えているが、やはり日本の「ソフト・パワー」を抜きにしては語ることはできず、「東南アジア諸国の多くでは、過去のツケを今の日本人に払わせてはならないと考えられている。進んだ歴史観であり、中国人は過去と現在の日本を完全に分けてしまうこの考え方に賛同できない」として、東南アジア諸国が日本に対して寛大なのは、日本が第二次世界大戦中、東南アジアで東洋文明の体現者として振る舞い、日本式「モンロー主義」によって白人の植民者を追い出したことを東南アジアの指導者が利用し、アウンサンは、日本と手を組んでイギリスを追い出し、タイ、ベトナム、インドネシアもこれと類似した経験をしており、東洋の覇王である日本がこれらの国々に希望をもたらしたとしている。

## 対日感情と地域
ある国家の国民全体が政治的・文化的な面で完全な「親日」もしくは「反日」である断定することは困難である。
韓国や中国は日本人と親しかったり、日本の文化に親しんでいる国民が多数いるにもかかわらず（特に韓国・釜山では日本語が問題なく通じる）、政治的には反日といわれることもある。またアメリカが親日であるというのも、日本を中国やロシアからの防波堤として利用しているに過ぎないという論調も存在する。
韓国初代大統領の李承晩の政策は「反日」的とされるものもあった一方、旧植民地官僚であったエリートに依存した統治を行ったため、後に「親日派」といわれるようにもなった。韓国の高度成長（漢江の奇跡）を推進した朴正煕は日韓併合に一定の評価をする発言をしたことや、日本との国交を回復（日韓基本条約）したことから、反対派からは親日派だと非難された。
日本で働いた経験があったり、日本留学の経験を持つ韓国人には、日本に親しみや郷愁の念を抱いている人も少なくない。さらに日本人との直接の交流がなくとも日本の文化に憧れている若者もいるなど、日本に対する感情は人により大きく異なる。
第二次世界大戦前後における日本の統治や支配に対しては、その全てが単純に「良かった面」や「悪かった面」だけではなく、その総体として結果的に「良かった」か「酷い目にあった」かもという問題もある一方で、立場や状況によっても様々な捉え方もある。
ギャラップが2022年2月24日のロシアによるウクライナ侵攻前に行った調査では、コロナ禍後の欧米諸国での反アジア風潮にもかかわらず、アメリカ人は日本をカナダ、イギリス、フランスに次いで好意的に評価している。

## 「親日」と日本の外交
日本では、戦後間もなくの頃から、国会においても、特定の国家に対して「親日的である」と答弁、質問が繰り返された。しかし、これらの答弁に具体的な根拠はなく、むしろ印象論に近いものと言える。
こういった「親日地域に対する外交対応」の問題では、報恩的な日本国内の価値観があり、自分に好意を抱いてくれている相手には礼を尽くすべきだという面で、問題視される。

## 個人の交流と親日・反日
インターネットの発達とともに、特定地域に対しての親日派か否かという言説も電子掲示板やウェブサイト・ブログなどに見出すことができ、また日本国外から親日的な自身の価値観を表明する側もいる。これは、大規模な反対運動などのように明確に表れる反日感情の発露と違い、著名人の発言や著書などを除けば草の根的な事象にしかならず目立つものではなかったが、21世紀は個人というレベルで広く外国でのボランティアに参加したり海外旅行を経験する時代になり、一般個人の立場として世間一般に情報発信できるようになった通信インフラの整備などにもより、世界規模の潮流となって様々な個人の発した意見・見解が流布されるに至っている。ただし、そうした一次情報はあくまで一定の価値観に基づいて取捨された個人的な体験の集合であり、そうした当事者の主観による情報に基づき、特定の国家・民族について「好意的に接してもらえたので親日である」／「酷い目にあったので反日である」と決めつけることはできない。
そもそも、「社会的歓迎」と「社会的地位」は別物であることは、大衆心理学の分野では常識である。例えば、日本は中国と韓国を除くすべての国から熱狂的に愛されており、海外では日本の社会的歓迎度は高いが、これはあくまでも社会的歓迎度についての話である。海外の職場や学校での人種差別の問題になると、日本人は肌の色でアジア人と分類され、「アジア人と一緒に仕事をすると不快になる」「自分の子供がアジア人と恋愛関係になるのは嫌だ」など、意味もなく攻撃されることがある。

## 著名な親日家
- 李登輝
- 洪秀全
- テレサ・テン
- 孫文
- アルベルト・アインシュタイン
- アドルフ・ヒトラー
- ヘルベルト・フォン・カラヤン
- ヨーゼフ・ゲッベルス
- ヘレン・ケラー
- ミハイル・ゴルバチョフ
- 金大中
- ドワイト・D・アイゼンハワー
- ビル・クリントン
- バラク・オバマ
- ペ・ヨンジュン
- トム・クルーズ[51]
- カイリー・ミノーグ[52]
- シンディ・ローパー[53]
- ボーイ・ジョージ[54]
- キアヌ・リーヴス
- ジェンソン・バトン
- フェルナンド・アロンソ
- セバスチャン・ベッテル
- スウィング・アウト・シスター[55]